# Gregory House
Gregory House est un personnage de fiction éponyme créé par David Shore dans la série américaine Dr House en 2004 et interprété par l'acteur anglais Hugh Laurie. House est le chef du département de médecine diagnostique du centre hospitalier universitaire fictif du Princeton-Plainsboro dans le New Jersey, où il dirige une équipe de médecins chargés de poser les diagnostics les moins évidents et les plus atypiques. 
Renommé pour ses compétences dans le domaine médical, il use souvent de méthodes peu orthodoxes, en refusant le plus possible d'entrer en contact avec ses patients, en faisant des tests médicaux originaux et en poussant la rationalité à l'extrême, ce qui l'entraine dans de nombreux conflits avec ses collègues. Il est également décrit régulièrement comme misanthrope, narcissique, antipathique avec ses patients et travaillant peu, de sorte qu'il a le temps de poser les diagnostics les plus compliqués. La série met régulièrement en avant le handicap de House, qui boite depuis un infarctus du quadriceps droit plusieurs années auparavant, et une opération le laissant avec la contrainte de marcher avec une canne et une douleur constante dans sa jambe qu'il calme par une consommation élevée de vicodin.
Le personnage est en partie inspiré de Sherlock Holmes, avec qui il partage plusieurs points communs. Son interprète, Hugh Laurie, a aussi participé à sa création à travers son jeu d'acteur.
Le personnage a reçu plusieurs bonnes critiques, et son interprète a été récompensé pour son interprétation à plusieurs reprises.

## Biographie fictive
Gregory House est le fils de John et Blythe House. Son numéro de sécurité sociale est enregistré en Ohio,. House est un fils de militaire qui, durant toute son enfance, suit son père qui sert dans le corps des pilotes de la Marine et est souvent muté dans différentes bases militaires. 
House découvre probablement son affinité pour les langues pendant cette période. Au cours des épisodes, il a déjà démontré un bon niveau de compréhension de l'espagnol, du portugais, du mandarin, du japonais ainsi que de l'hindi,. Il a également des notions de hmong, yiddish, de français et d'allemand.
Un des endroits où son père est affecté est l'Égypte. House y développe une fascination pour l'archéologie et la chasse au trésor, activité pour laquelle il conserve ses outils de chercheur jusqu'à l'âge adulte. Une autre affectation a été le Japon où, à l'âge de 14 ans, House découvre sa vocation de médecin, après avoir été témoin du respect accordé à un docteur buraku qui soigne un patient qu'aucun autre docteur ne peut aider.
Il aime sa mère mais déteste son père, qu'il condamne pour son orientation immorale. House évite généralement ses deux parents et passe un épisode entier à esquiver leur invitation à passer une soirée avec eux sans le réussir. À un certain point, House en est venu à raconter une histoire sur ses parents le laissant à sa grand-mère, où il fut victime de maltraitances. Il avoua plus tard à une patiente victime de viol, que c'était son père qui l'avait maltraité. On apprend dans la saison 5 que John House n'est pas son père biologique, fait qu'il avoue avoir deviné dès son enfance et qui est confirmé par un test ADN qu'il réalise lui-même en prélevant un poil d'oreille à John House lors de son enterrement. House révèle à Wilson qu'il pense qu'en réalité son père biologique est le pasteur Bell, un vieil ami de la famille, ayant la même tache de vin dans le cuir chevelu, et ressemblant à Sean Connery. À la suite du résultat du test ADN sur son père il éprouve quand même un sentiment de tristesse. Il découvrira plus tard, après que Wilson aura fait un test ADN, que le pasteur n'est pas non plus le père biologique de Gregory House.
Après avoir reçu son baccalauréat, un diplôme d'études universitaires de premier cycle, à l'université Johns-Hopkins, House poursuit ses études à l'école de médecine de cette même université. Il y réalise des recherches en psychiatrie et en sciences comportementales jusqu'à ce que son collègue de classe, Phillip Weber, le dénonce pour tricherie. Selon toute vraisemblance, House a également suivi des études de physique (comme le montre le mur griffonné d'équations de sa cellule lors de son séjour en prison). Après l'exclusion de Johns-Hopkins, il est accepté à l'Université du Michigan. Il y reçoit son doctorat et rencontre Lisa Cuddy, son futur employeur. La tension sexuelle existant entre ces deux personnages pourrait avoir pour origine une mystérieuse nuit passée ensemble à cette époque.
Avant d'être embauché à Princeton-Plainsboro par Cuddy, House s'est fait virer de quatre hôpitaux.
Environ 10 ans avant que la série ne commence, House commence une relation avec Stacy Warner (Sela Ward), une avocate. Ils se sont rencontrés lors d'une partie de paintball « Docteurs contre Avocats » où elle lui tira dessus. Cinq années plus tard, durant une partie de golf, il est victime d'une violente douleur dans la jambe droite. Durant trois jours, le diagnostic n'est pas posé à cause de l'inquiétude des docteurs face à un House semblant dans un état de manque (House n'est pas non plus capable de diagnostiquer les symptômes de son infarctus). 
La formation d'un caillot de sang dans un anévrisme présent dans la cuisse conduit à l'infarctus et à la nécrose de son quadriceps droit. House demande à rétablir la circulation sanguine dans sa jambe en court-circuitant le muscle mort, conscient du risque de provoquer la défaillance d'autres organes, voire une crise cardiaque. En faisant ce choix, il décide d'endurer l'intense douleur post-opératoire afin de conserver l'usage de sa jambe. Après que House a été mis dans un coma artificiel pour lui permettre de passer le pic de douleur, Stacy décide d'une stratégie chirurgicale moins risquée. Une procédure à mi-chemin entre l'amputation de la jambe et le court-circuit du muscle permet le retrait du muscle mort. Il s'en sort avec une perte partielle de l'usage de sa jambe et une constante douleur qu'il conservera jusqu'à la fin de sa vie. House est incapable de pardonner à Stacy d'avoir pris cette décision, ce qui la conduit à le quitter.
Quand Stacy fait sa première apparition dans la série, elle est mariée à un conseiller d'orientation de lycée nommé Mark Warner. Malgré cela, House et Stacy deviennent proches et à l'occasion d'une brève rencontre dans la deuxième saison, House la bouleverse en lui demandant de retourner auprès de son mari.
House est le seul personnage à apparaître dans tous les épisodes de la série.

## Description

### Physique
House est grand et mal rasé la plupart du temps. Il est de type caucasien et a des douleurs à la jambe, c'est d'ailleurs pour cela qu'il prend de la Vicodin. Il a des yeux bleus et des cheveux poivre et sel.

### Personnalité
Il est un génie anticonformiste de la médecine à la tête du département des diagnostics à l'hôpital universitaire fictif de Princeton-Plainsboro. Son personnage est décrit comme étant misanthrope, cynique et irascible,.
À chaque épisode, il développe des diagnostics aux approches peu orthodoxes, ainsi que des explications thérapeutiques, souvent radicales, mais toujours solidement rationnelles, qui lui valent de nombreux conflits avec ses collègues. Le docteur Gregory House est aussi souvent décrit comme manquant d'empathie et de sympathie pour ses patients, une technique qui, dit-il, lui permet de gagner du temps afin de résoudre les énigmes de chaque pathologie. En réalité, il évite de voir ses patients afin d'éviter toute éventuelle émotion ou empathie superflue, qui pour lui sont inutiles, voire pouvant parasiter le jugement médical. Il les visite uniquement par curiosité ou urgence. Le personnage est partiellement inspiré de celui de Sherlock Holmes,.
Le personnage de House se montre souvent rusé et d'une perspicacité mordante, se réjouissant de prendre les gens à partie, et se moquant souvent de leurs faiblesses. House décrypte avec précision les motivations personnelles et les différentes histoires liées à leur personnalité et leur apparence. Le docteur James Wilson évoque certains docteurs [qui] ont le complexe du messie, ils ont besoin de sauver le monde. House a, lui, le complexe du rubik's Cube, il a besoin de résoudre le puzzle. Il repousse le plus longtemps possible le moment où il doit voir ses patients. Quand il les rencontre, House a une attitude peu orthodoxe au chevet des malades et prescrit des traitements peu conventionnels. Malgré cela, il impressionne ses patients avec des diagnostics rapides et précis alors qu'il ne semblait pas leur prêter attention. Ce talent est mis en évidence lors d'une scène où House diagnostique en un peu plus d'une minute, l'ensemble des patients d'une salle d'attente bondée, alors qu'il est en train de sortir de l'hôpital.
Ses excentricités sont attribuées à ses douleurs chroniques dans la jambe (résultat de l'infarctus), qui l'obligent à utiliser une canne. Selon Stacy Warner, son ex-petite amie, il était à peu près le même avant son infarctus, et son patron Cuddy dit qu'après son opération, il était un emmerdeur égocentrique et narcissique, le même qu'avant,. Pour sa douleur chronique à la jambe, House prend de la Vicodin (une combinaison d'hydrocodone et de paracétamol) quotidiennement, ce qui l'a conduit à développer une addiction à ce médicament. Il admet être dépendant mais affirme qu'il n'y a pas de problème puisque cela ne perturbe pas son travail.
Sa dépendance le mènera néanmoins en clinique psychiatrique, à la suite de crises d'hallucinations. Après une ultime cure de désintoxication, il prend un antalgique sans opiacés, puis passe à de l'ibuprofène, qui s'avère peu efficace.
House parle ouvertement et fait des allusions à connotation sexuelle. Dans un épisode, il repousse les avances d'une jeune fille mineure et on le voit à au moins deux reprises solliciter les services d'une prostituée.
Il est athée et se moque ouvertement de ses collègues (surtout de Robert Chase, catholique, de Kutner qui est superstitieux et de Chris Taub qui est juif) et de ses patients qui manifestent une quelconque croyance dans une quelconque religion,. House fait aussi preuve d'antisémitisme en reprochant à Taub "Vous les juifs, vous ne savez parler que de Sandy Koufax et de l'holocauste". 
House dit souvent que tout le monde ment, mais il fait remarquer avec amusement lors du dernier épisode de la première saison, qu'il ment aussi lorsqu'il dit ça. House critique l'étiquette de la vie en société pour son manque de raison et son inutilité. Dans un épisode, il explique combien il envie un patient autiste car la maladie lui permet de passer au travers des difficultés de la vie sans en souffrir.
House est un anticonformiste qui ne s'intéresse que très peu à la perception que les autres ont de lui. Tout au long de la série, il affiche un dédain sardonique pour les représentants de l'autorité. House montre une indifférence constante à sa propre apparence, affichant une éternelle barbe de trois jours et habillé de manière informelle en jeans et en t-shirt. Il évite de porter la blouse blanche classique afin que les patients ne le perçoivent pas en tant que docteur.

### Entourage
House a une vie sociale très limitée et son unique ami est le docteur James Wilson,. Ce dernier connaissait House avant son infarctus, et il le retrouvera lors de sa rupture avec Stacy. Le docteur Wilson emménagea chez House après s'être séparé de sa troisième femme, ce qui symbolise sa volonté de trouver un refuge émotionnel auprès de son ami.
Malgré cela, ils analysent et critiquent fréquemment leurs motivations mutuelles. Lorsque arrive le second dénouement avec Stacy, Wilson dira de House qu'il se condamne lui-même à être malheureux. Il a néanmoins risqué sa carrière pour protéger House à quelques reprises. Ce dernier a tranquillement admis, plusieurs fois, qu'il était reconnaissant de la présence de Wilson, y compris le fait qu'il soit son meilleur ami.
Cependant, à la suite du décès de sa petite amie, dans lequel House s'est retrouvé impliqué, Wilson refuse de revoir House au début de la cinquième saison et démissionne. Ils se retrouveront pour l'enterrement du père de House quelques semaines plus tard.
Les seules autres personnes qu'il considère comme des amis sont Philip Weber, un ancien camarade de fac qui l'a dénoncé pour tricherie, Alvie, un patient rencontré en asile psychiatrique et souffrant d'hyperactivité, Lorenzo, un ancien collègue de lycée, Dylan Crandall, dont il soignera la fille, Foreman (dans la dernière saison, bien que cela ne sera jamais réellement affirmé ) et Lucas Douglas, un détective privé que House chargera d'enquêter sur son équipe mais aussi sur Wilson pendant son absence. Toutefois, il aura du mal à accepter qu'il ait des vues sur Cuddy, bien qu'il accepte de leur laisser vivre leur relation une fois celle-ci officialisée. L'épisode final de la saison 6 change la donne : Cuddy avoue avoir rompu avec Lucas à cause de ses sentiments pour House. Après, House et Cuddy s'embrassent. Les deux amants parviennent à trouver un équilibre entre leurs relations amoureuse et professionnelle, jusqu'au jour où Cuddy tombe malade avant de rompre avec lui. Peu de temps après, par vengeance, House épouse une prostituée d'origine ukrainienne, Dominika Petrova, mais ils ne vivent pas ensemble durant les deux années suivantes. Ce n'est que lorsque Dominika est menacée d'être expulsée du territoire américain que, pour feindre une vie de couple, Dominika emménagera dans l'appartement de House.

### Passions
House est un passionné de musique. Il joue du piano, de la guitare et de l'harmonica. On le voit souvent écouter de la musique classique, du jazz, du blues ou encore du rock des années 1960 et 1970. Lors de sa discussion tendue avec l'éphémère directeur de l'hôpital, Vogler, il écoute Baba O'Riley du groupe anglais The Who. Au cours du pilote, il affirme au docteur Cuddy : « Mais comme l'a dit le grand philosophe Mick Jagger, on ne peut pas toujours avoir ce que l'on veut », en référence à la chanson des Rolling Stones You Can't Always Get What You Want, que l'on entend à la fin de l'épisode comme à la fin du premier épisode de la saison 3. On entend également cette chanson à la fin de l’episode 19 de la saison 7, lorsque la jeune interne Martha Masters décide d’abandonner la médecine après avoir suivi les méthodes non conventionnelles de House afin d’amputer une patiente. Il fait également référence à Syd Barrett, guitariste schizophrène de Pink Floyd, au cours de la première saison (épisode 6). Ayant changé de canne durant l'épisode 21 de la saison 3 (la nouvelle canne est ornée d'un motif de flammes), il fait une entrée remarquée dans le service diagnostic sur Highway to Hell de AC/DC.
House est amateur de jeu vidéo. Dans certains épisodes, Gregory House joue sur des consoles portables. Ainsi, dans la première saison, on peut le voir jouer à Metroid: Zero Mission sur une Game Boy Advance SP puis à Metroid Prime Hunters sur une Nintendo DS. C'est d'ailleurs avec Metroid que House teste la réactivité d'un patient aux stimuli sonores dans l'épisode 15 de la saison 1. Par la suite, il utilisera une PSP qui lui sera offerte en toute fin de l'épisode 4 de la saison 3 par un jeune patient autiste reconnaissant de l'avoir soigné. Gregory House sera la première personne que cet enfant regarde droit dans les yeux. Dans le premier épisode de la saison 5, Gregory House joue sur Xbox 360 à Ninja Gaiden II.
Par ailleurs, House est un spectateur assidu de la série télévisée fictive Passion sur Ordonnance (Prescription Passion en VO). On le voit régulièrement se cacher de Cuddy dans les endroits les plus invraisemblables (notamment à la morgue) pour regarder son soap préféré. Le point d'orgue de cette étrange passion est l'épisode 14 de la saison 4 (Pour l'amour du soap), où House enlève l'acteur vedette de Passion sur Ordonnance, parce qu'il lui a diagnostiqué une tumeur au cerveau juste en le regardant jouer dans la série.
Dans la saison 8 et notamment dans l'épisode 1, Dr House révèle être passionné d'astrophysique, il dit d’ailleurs avoir choisi entre réaliser un doctorat dans cette discipline et la médecine.

### Dépendance

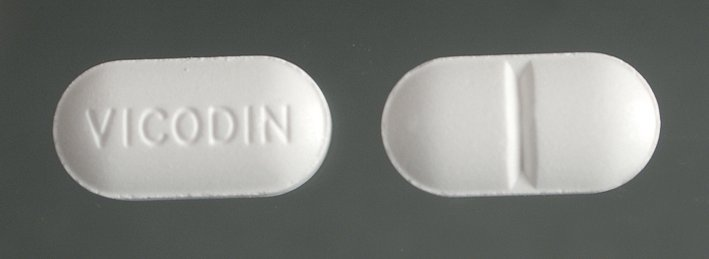
Comprimés de Vicodin

Dans l'épisode 11 de la première saison, à la suite d'un pari avec le docteur Lisa Cuddy, Gregory House arrête durant une semaine ses doses d'antalgique. Ce sevrage lui permettra de mettre au jour sa réelle dépendance au médicament. Il ne voit pas cela comme un problème et continuera, après ce pari, de se droguer. Néanmoins, on sent que le personnage a subi une transformation due à la confrontation à son état. Cet épisode sera « remis en scène » avec les quelques épisodes de la courte histoire secondaire avec l'inspecteur Tritter (David Morse), lors de la saison 3, avec les mêmes fondements : dépendance, sevrage, abandon du sevrage, transformation néanmoins du personnage.
Durant quelques épisodes de la fin de la saison 5, (5x21 : En perdition, 5x22 : Ce qui est réel ou non, 5x23 : À fleur de peau et 5x24 : La Stratégie de l'inconscient) House aura des hallucinations sur Amber, la petite amie de Wilson, décédée durant l'épisode 16 de la saison 4 : … Dans le cœur de Wilson. On apprend que ces hallucinations sont dues à la vicodin. Il fera donc une nouvelle cure de désintoxication, après s'être volontairement fait admettre à l'hôpital psychiatrique de Mayfield.
Il replonge cependant dans la Vicodin après sa rupture amoureuse avec Lisa Cuddy. House reprend un cachet quand celle-ci doit se faire opérer du rein dans l'épisode Comme dans un mauvais film…, afin de parvenir à gérer la situation, et elle rompt par peur des conséquences que cette addiction peut avoir sur sa relation et sa fille adoptive. House replonge peu après dans la vicodin, mais il ne semble pas être retombé dans les excès des saisons précédentes.

## Création du personnage

### Interprétation
Avant d'auditionner pour le rôle de Gregory House, Hugh Laurie était sur le tournage du film Le Vol du Phœnix en Namibie. Il avait initialement prévu de passer une audition pour les rôles de James Wilson et de Gregory House, mais après avoir lu que Wilson était un beau gosse avenant, il décida de passer seulement l'audition pour le rôle de House. Il enregistra une scène de dialogue dans la salle de bains de son hôtel, où la lumière était meilleure, mais ne put se préparer et s'excusa dans sa vidéo de tourner ses essais mal rasé, mal coiffé et avec des vêtements non repassés ; c'est précisément ce qui plut à David Shore et qui le convainquit que Laurie était l'acteur idéal pour incarner House. Laurie ne fut officiellement choisi pour le rôle que deux semaines avant les premières prises.
Bryan Singer avait d'abord renoncé à auditionner d'autres acteurs britanniques après la vision des premiers enregistrements de castings, en raison de leur accent américain peu convaincant. Cependant, Hugh Laurie, inconnu de Bryan Singer, parvient à se faire passer pour un Américain à ses yeux, le conduisant même à le considérer comme un exemple d'authentique acteur Américain. Le travail de l'accent américain pour son rôle a été une difficulté pour Hugh Laurie qui dit que la prononciation de mots tels que coronary artery (artère coronaire) est particulièrement difficile. Cependant, David Shore et Katie Jacobs ont reconnu que le travail de Hugh Laurie sur le personnage est « exceptionnel », apportant beaucoup à un personnage auquel il ressemble peu.
Après avoir lu une brève description du personnage, Hugh Laurie croit d'abord que James Wilson est le principal protagoniste de la série. Il découvre que le personnage de House était le personnage principal lorsqu'il lit le script complet du premier épisode.
Avant le début du tournage, les producteurs sont inquiets pour l'audience en voyant Hugh Laurie manquer de sex-appeal. Pour son interprétation de Gregory House, Laurie a reçu le prix du meilleur acteur d'une série dramatique lors des Golden Globe de 2006 et de 2007, et celui du meilleur acteur d'une série dramatique lors des Screen Actors Guild Awards.
Les farces que House fait avec sa canne tout au long de la série sont une invention de Hugh Laurie lui-même.

#### Perceptions du personnage
Hugh Laurie décrit House comme un personnage qui refuse « d'obéir aux contingences ordinaires de la vie moderne » et espère trouver un diagnostic difficile à établir lorsqu'il examine ses patients 
,.
En tant que personnage principal, de nombreuses facettes de sa personnalité sont à l'opposé de ce que l'on peut attendre d'un docteur. Le producteur Katie Jacobs considère House comme un personnage sédentaire qui s'est accommodé de son malheur. Jacobs dit encore que House et son seul ami Wilson évitent tous deux d'avoir des relations adultes, ce qui tend à les rapprocher encore davantage. Robert Sean Leonard déclare que le docteur Wilson est un des rares à maintenir volontairement une amitié avec House car son personnage est libre de le critiquer.
En dépit de sa personnalité sardonique, Lisa Edelstein (Lisa Cuddy) dit que House est un personnage qui dépend des gens qui l'entourent. Elle affirme aussi que cette caractéristique est développée dans la troisième saison, alors que sa carrière médicale est en péril. Le policier Michael Tritter (David Morse) mène une enquête qui le conduit à arrêter House pour possession de narcotique. L'affaire judiciaire de House se termine lorsque le personnage de Lisa Edelstein sauve House, en se parjurant durant son audition.

### À propos du nom
Son nom de « Gregory » a été inventé par Hugh Laurie lui-même, la seule information que l'on lui ait donnée est le nom de famille : « House ».

### Analogies avec Sherlock Holmes

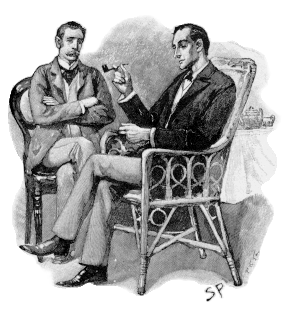
La relation entre House et Wilson est en partie inspiré de celle de Sherlock Holmes et du Docteur Watson.

Le personnage de House est en partie inspiré de celui du détective fictif Sherlock Holmes et la série regorge de clin d’œils au personnage de Sir Arthur Conan Doyle. Le nom House est assez proche de Holmes, tant phonétiquement que sémantiquement (un proche homophone pourrait être Homes : foyers, à comparer à House : maison).
Robert Sean Leonard a dit que son personnage, James Wilson, et House étaient originellement destinés à jouer les rôles de Sherlock Holmes et du docteur Watson, mais c'est finalement l'équipe de House qui assume le rôle du docteur Watson.
House et Holmes sont des malades de la vérité et de la résolution de problèmes. Les deux ont un talent pour décrypter avec précision les motivations et les histoires des gens d'après les différents aspects de leur personnalité et de leur apparence. Holmes vit au 221B Baker Street et House vit aussi au 221B,.
House est dépendant à la vicodin et expérimente d'autres drogues alors que Sherlock Holmes avait des habitudes de cocaïnomane et fumait la pipe régulièrement. 
Tout comme chez Sherlock Holmes, les qualités d'observation et d'évaluation anormalement développées du docteur House semblent se compenser par une absence totale de savoir dans certains domaines. Ainsi, dans Une étude en rouge, il est signalé que ce premier ne connaît strictement rien à l'astronomie. Quant à House, il va jusqu'à confondre Galilée et Copernic.
Certains noms de patients, tels que miss Adler (épisode 1, saison 1 Les Symptômes de Rebecca Adler (Pilot)), Ester Doyle (épisode 17, saison 2), son présumé père qui s'appellerait Bell (Joseph Bell étant un personnage réel ayant inspiré Doyle, cf. avant dernière ligne du paragraphe), font également référence à des personnages de l'univers de Sherlock Holmes. Le nom du forcené qui tente d'assassiner House dans l'épisode House à terre est Jack Moriarty et l'ennemi de Sherlock Holmes est le Professeur James Moriarty,.
Les deux sont musiciens. House joue du piano, de la guitare et de l'harmonica tandis que Sherlock Holmes joue du violon. 
Le personnage de Sherlock Holmes présente en outre, sur un autre aspect fondamental qu'est celui de sa création, un lien étroit avec l'univers de la médecine. Lorsque Conan Doyle le met pour la première fois en scène, il se base en effet sur sa propre expérience mais aussi sur l'admiration qu'il porte au docteur Joseph Bell, professeur de chirurgie, dont les déductions étonnantes quant aux patients et à leurs maladies impressionnaient fortement le futur écrivain.